# Lotte Koefoed
Inger Charlotte „Lotte“ Koefoed (* 17. September 1957 in Bagsværd, Gladsaxe Kommune) ist eine ehemalige dänische Ruderin. Sie gewann bei den Olympischen Spielen 1984 die Bronzemedaille im Doppelvierer.
Die 1,70 m große Lotte Koefoed vom Ruderklub am Bagsværd-See rückte 1984 für Christine Thorsen in den dänischen Doppelvierer. Bei der Olympischen Regatta belegten das dänische Boot in der Besetzung Hanne Eriksen, Birgitte Hanel, Lotte Koefoed, Bodil Rasmussen und Jette Hejli Sørensen den zweiten Platz im Vorlauf und gewann dann den  Hoffnungslauf. Im Finale siegten die Rumäninnen vor den Gastgeberinnen, mit einer halben Sekunde Rückstand auf den US-Doppelvierer erkämpften die Däninnen die Bronzemedaille vor dem Boot aus der Bundesrepublik Deutschland.
Lotte Koefoed heiratete später den Olympiaruderer von 1972 Bjarne Pedersen.